# Викторианская архитектура

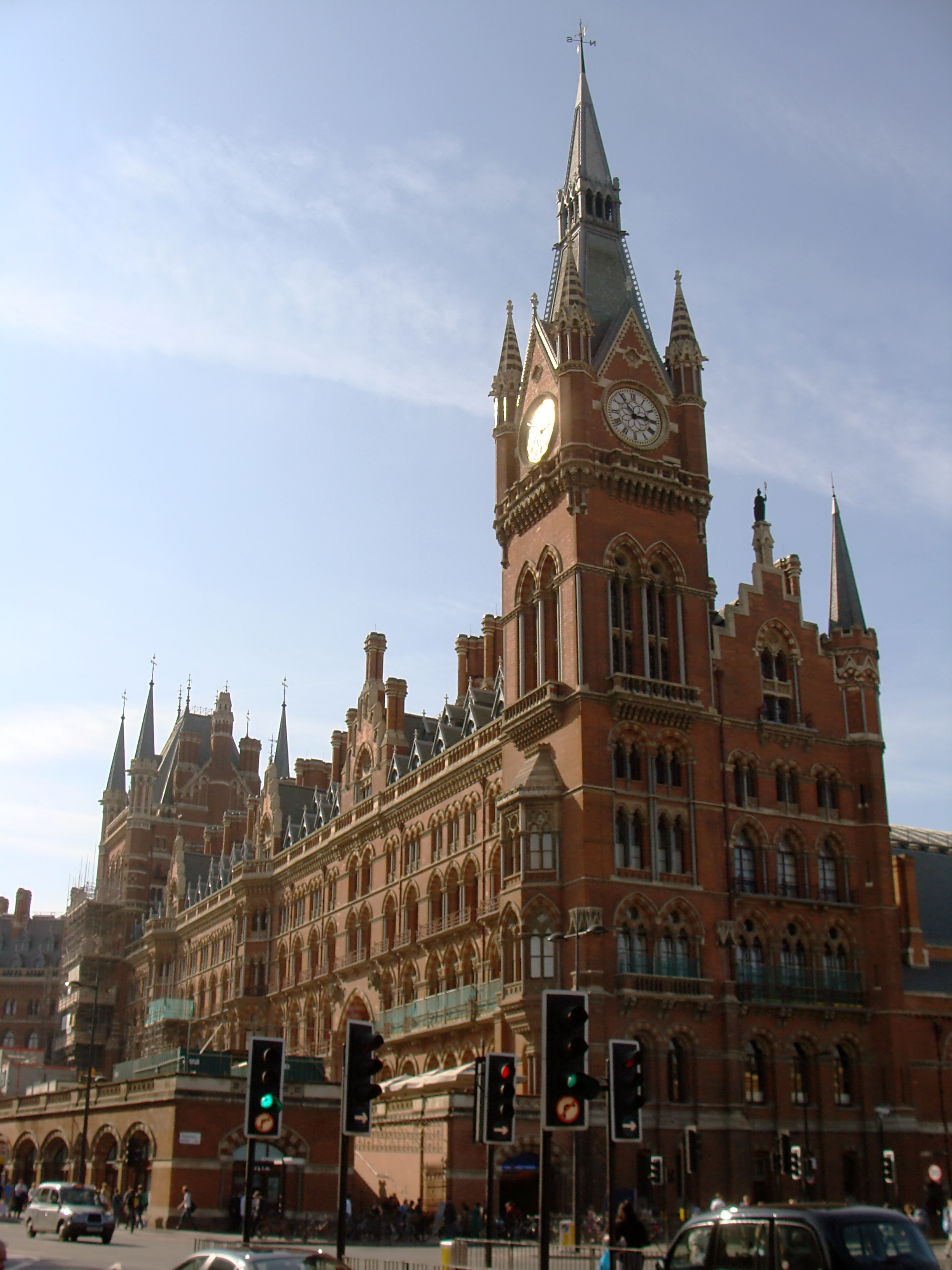
Сент-Панкрас (вокзал) и Midland Hotel в Лондоне открыт в 1868 году. Пример неоготики.

Викториа́нская архитекту́ра (англ. Victorian architecture) — общий термин в англоязычных странах для обозначения всего многообразия разновидностей эклектического ретроспективизма, распространённых в викторианскую эпоху (с 1837 по 1901 годы). Доминирующим направлением этого периода в Британской империи была неоготика; целые кварталы в этом стиле сохранились практически во всех бывших британских колониях. Для Британской Индии также характерен индо-сарацинский стиль (вольное сочетание неоготики с национальными элементами). 

## История стиля
Своё распространение, как и название, стиль получил в годы правления королевы Виктории (1837—1901). Появившийся в буржуазной среде, благодаря индустриализации, прокладке железных дорог, массовому производству, росту благосостояния за счёт колоний стиль перенимался появившимся средним классом. Он смог позволить себе комфортные дома, чтобы подчеркнуть растущий статус. Иногда его называют «стилем подделок» из-за того, что нувориши копировали детали архитектуры и интерьера у аристократии.

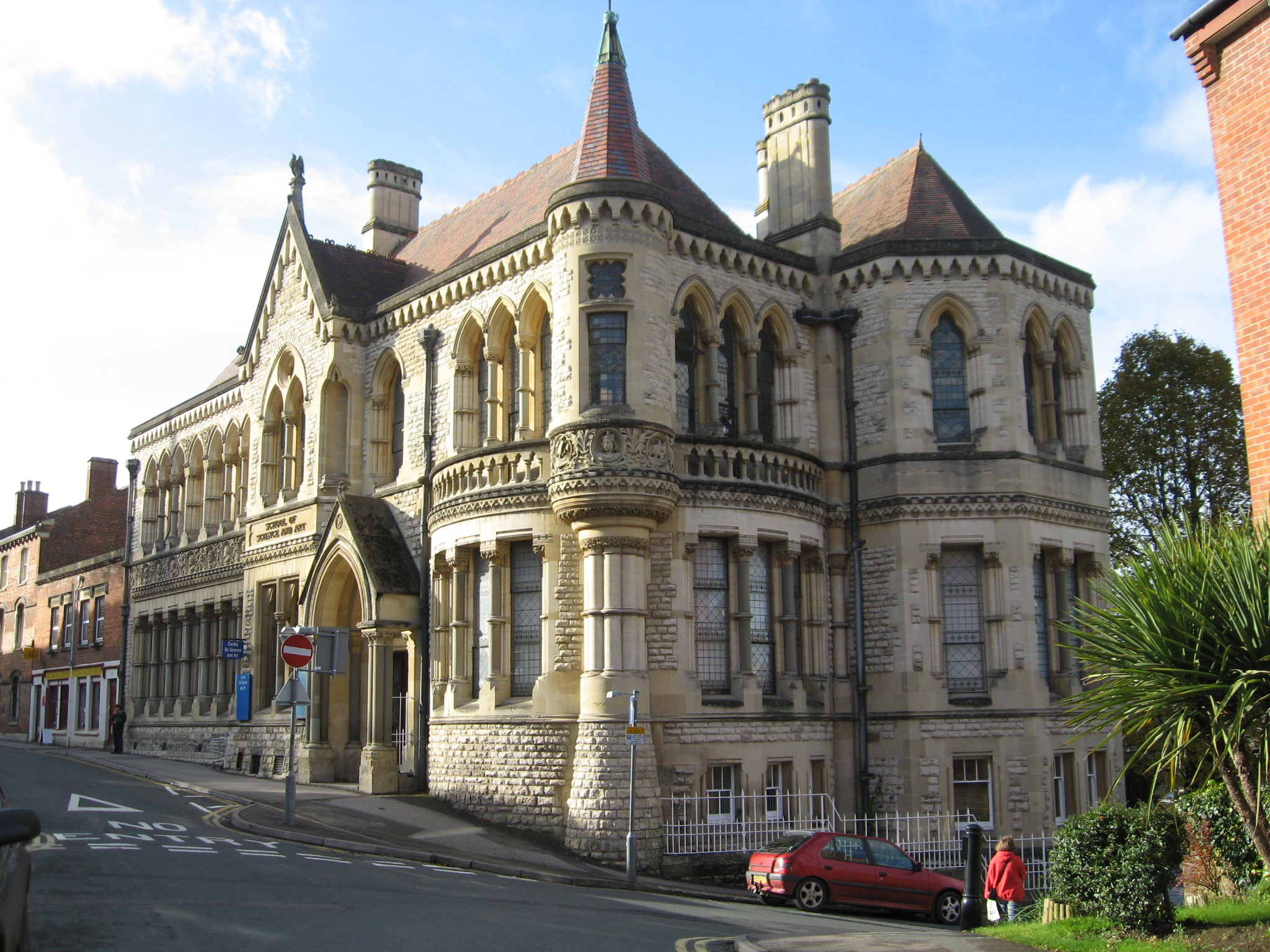
Викторианская школа искусств и наук в  Глостершире
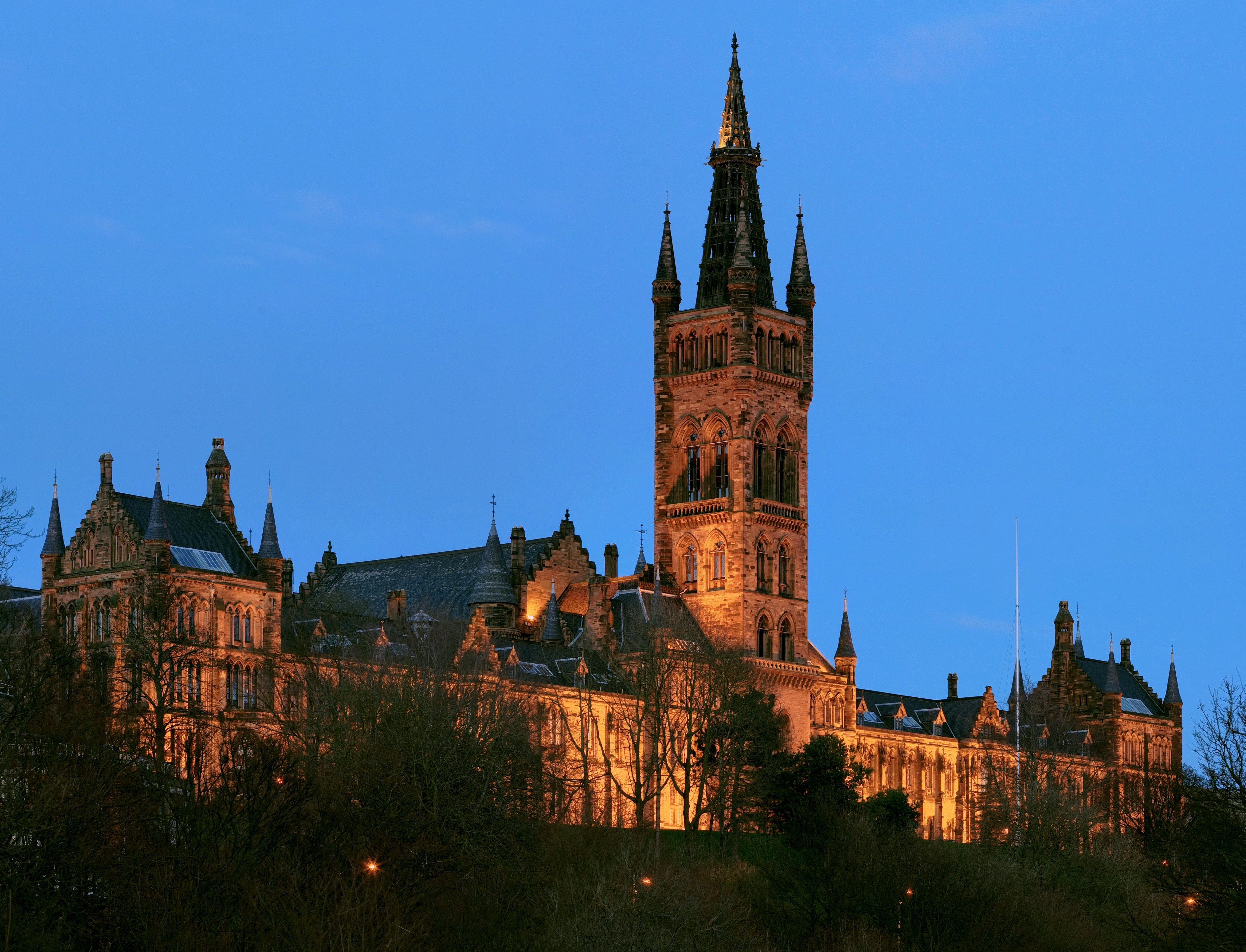
Здание Гилберта Скотта в  университете Глазго (Великобритания)/ Пример  неоготики
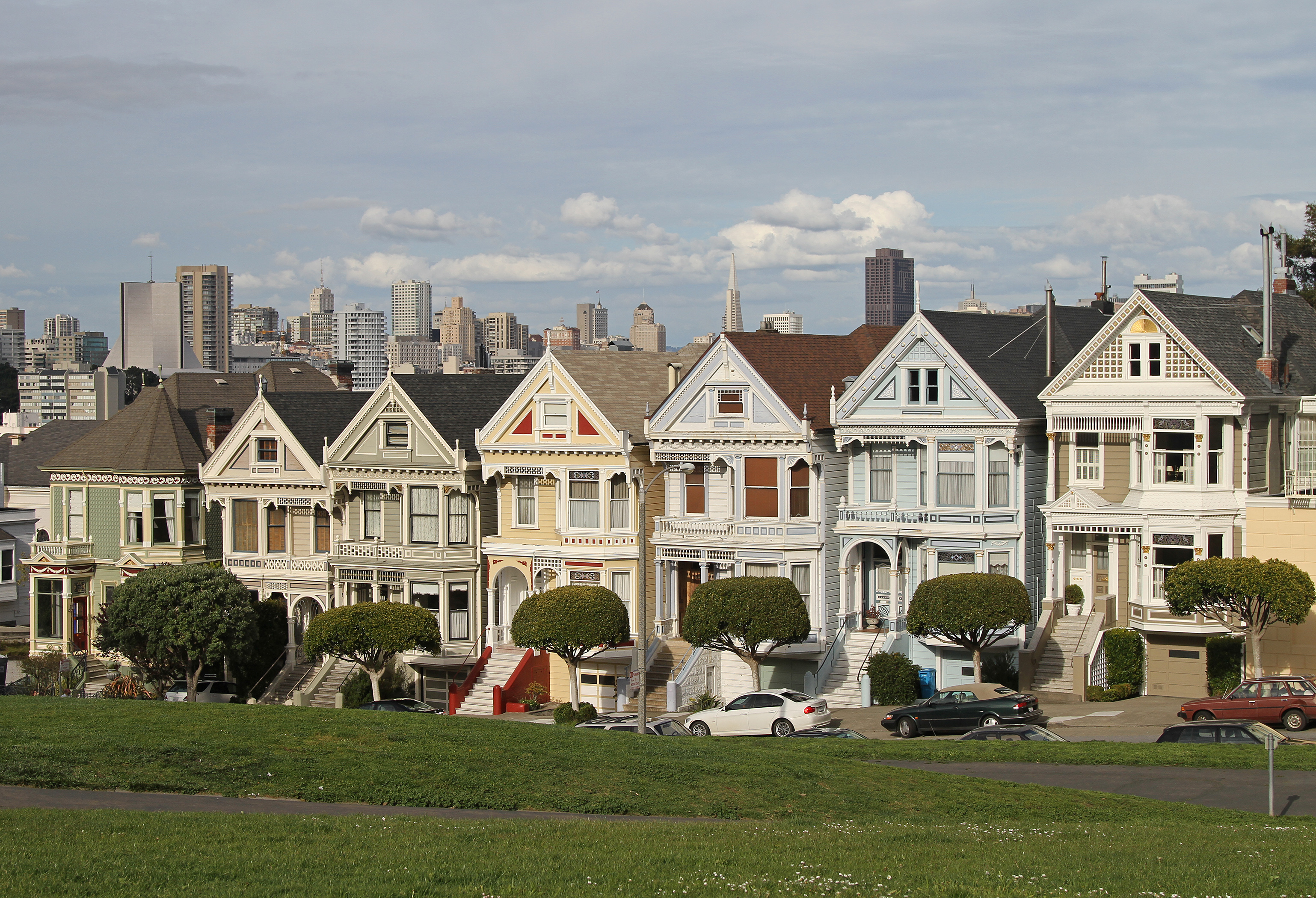
Разукрашенные леди в Сан-Франциско, США
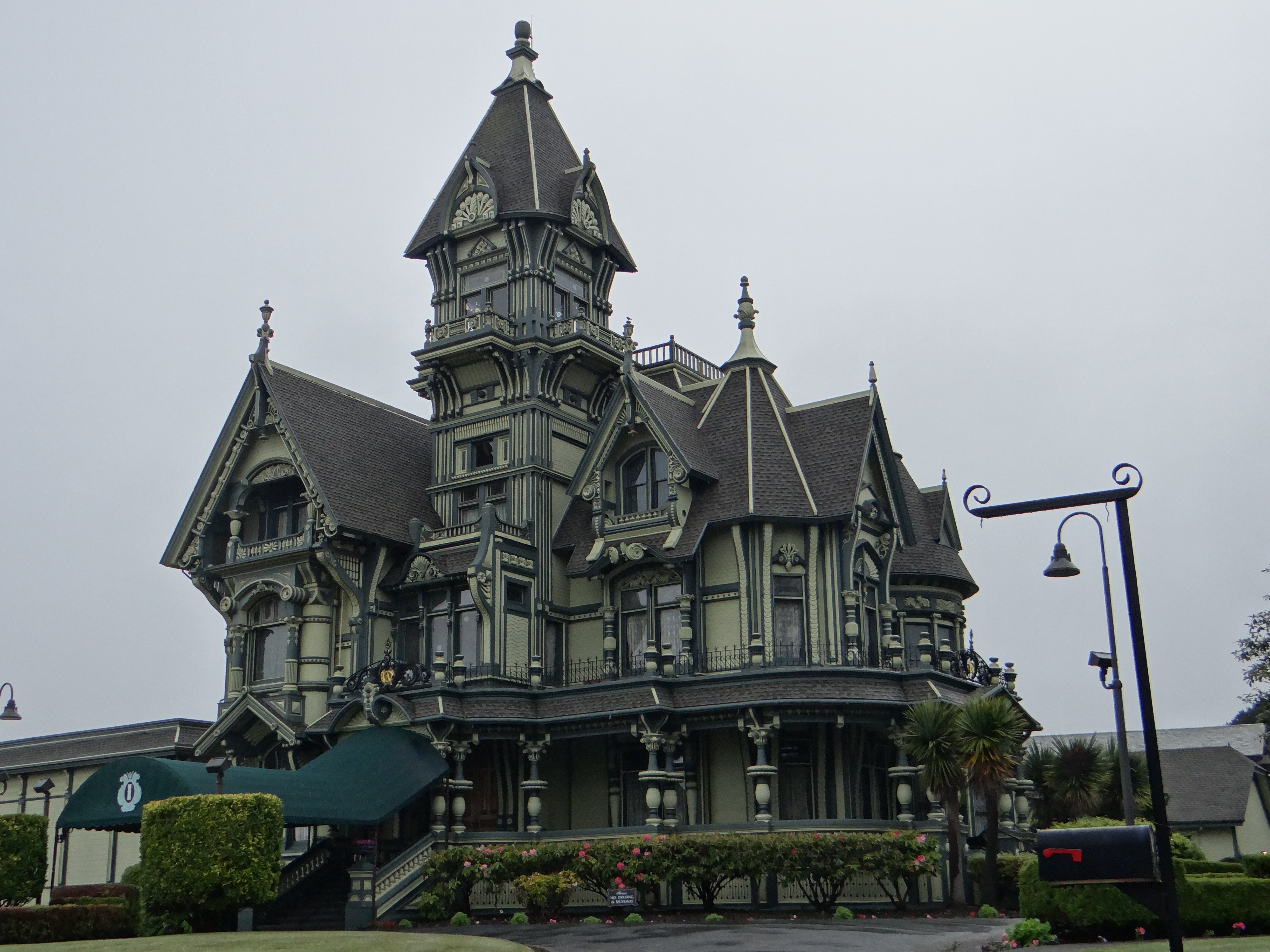
Дом Carson Mansion в стиле королевы Анны. Юрика (Калифорния), США
Альберт-холл, Лондон, Великобритания
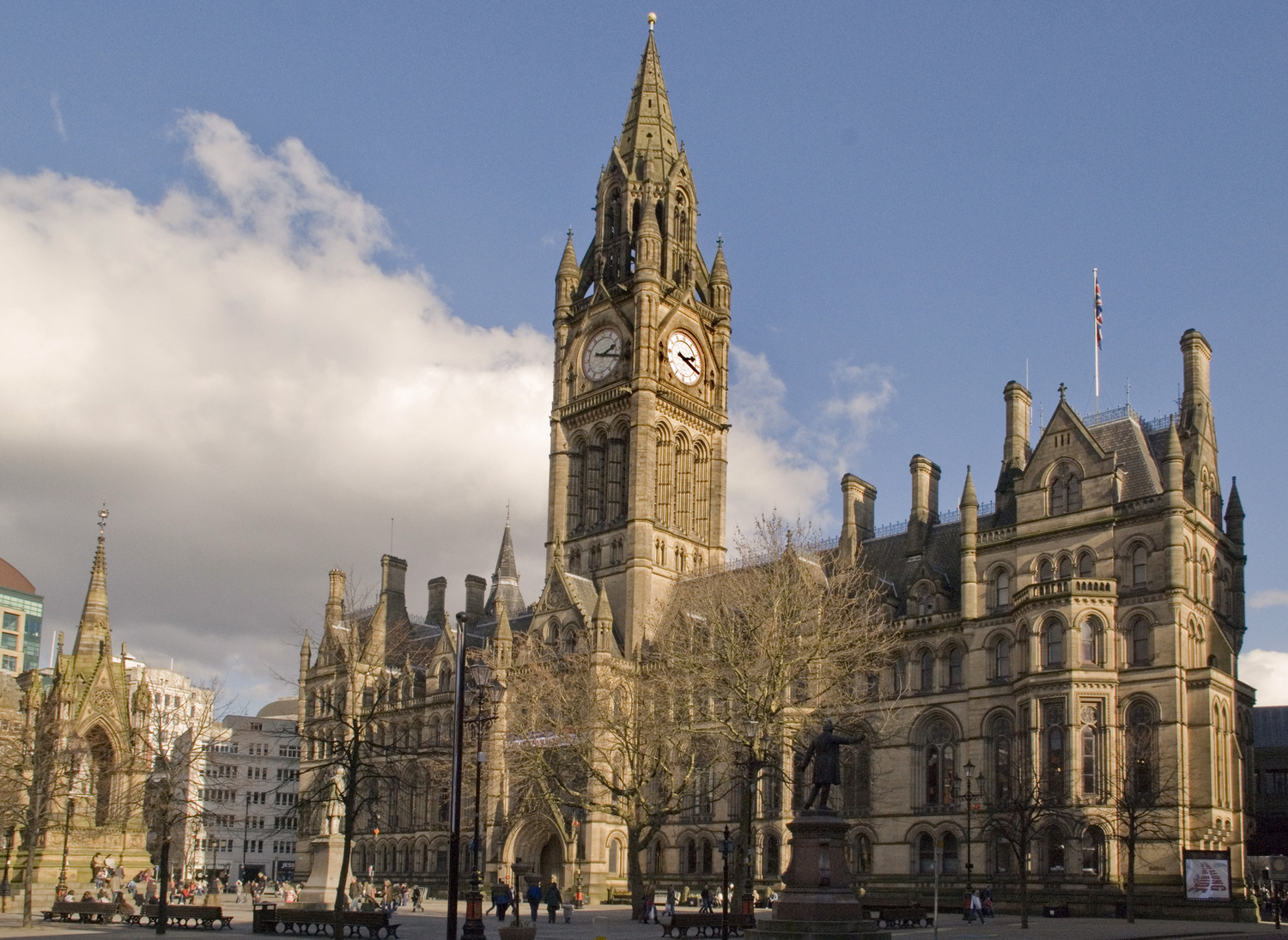
Манчестерская ратуша, Великобритания
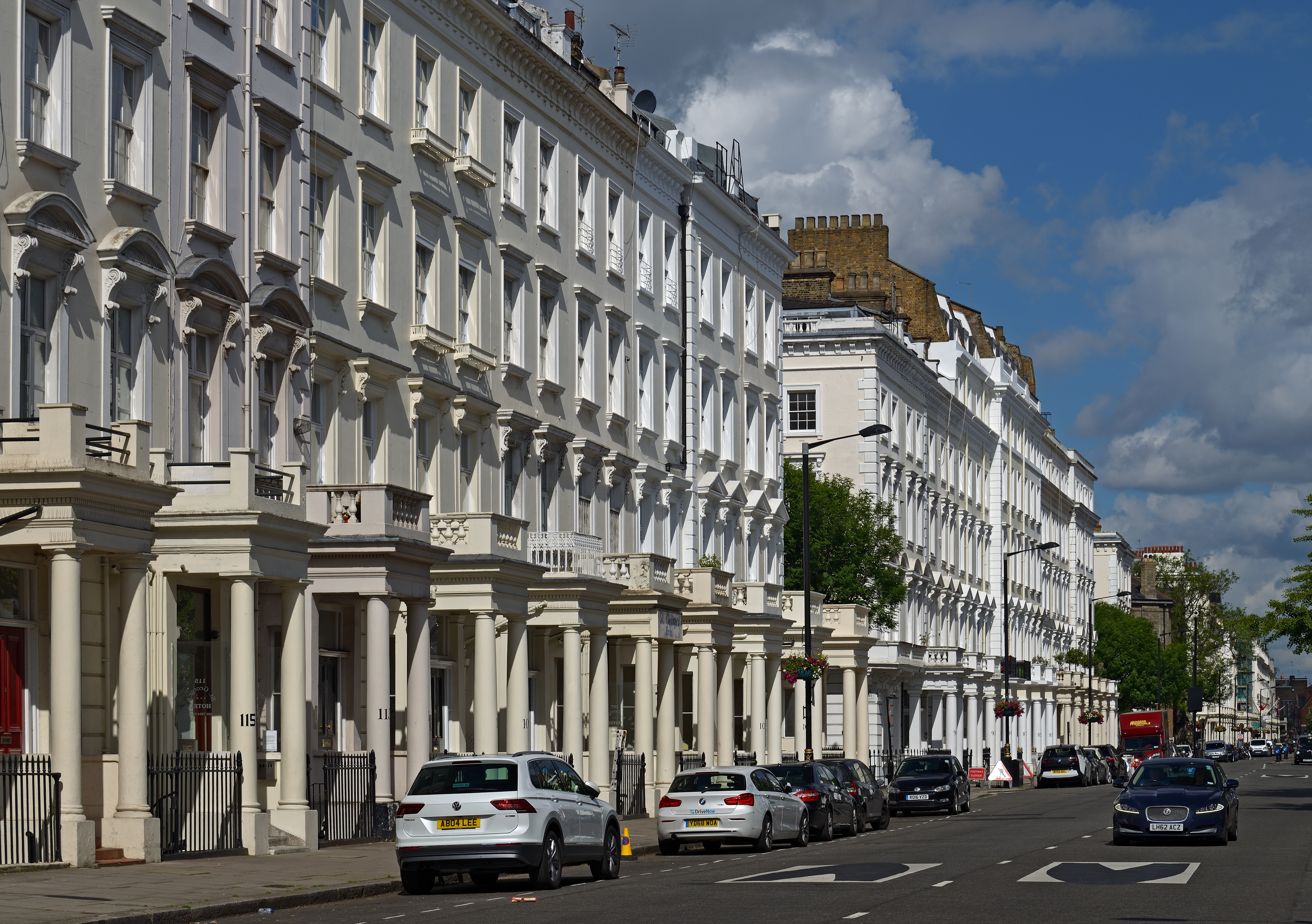
Сент-Джорджес драйв Лондон